# Lancia lactealis
Lancia lactealis là một loài bướm đêm trong họ Crambidae.